# Ion Dissonance

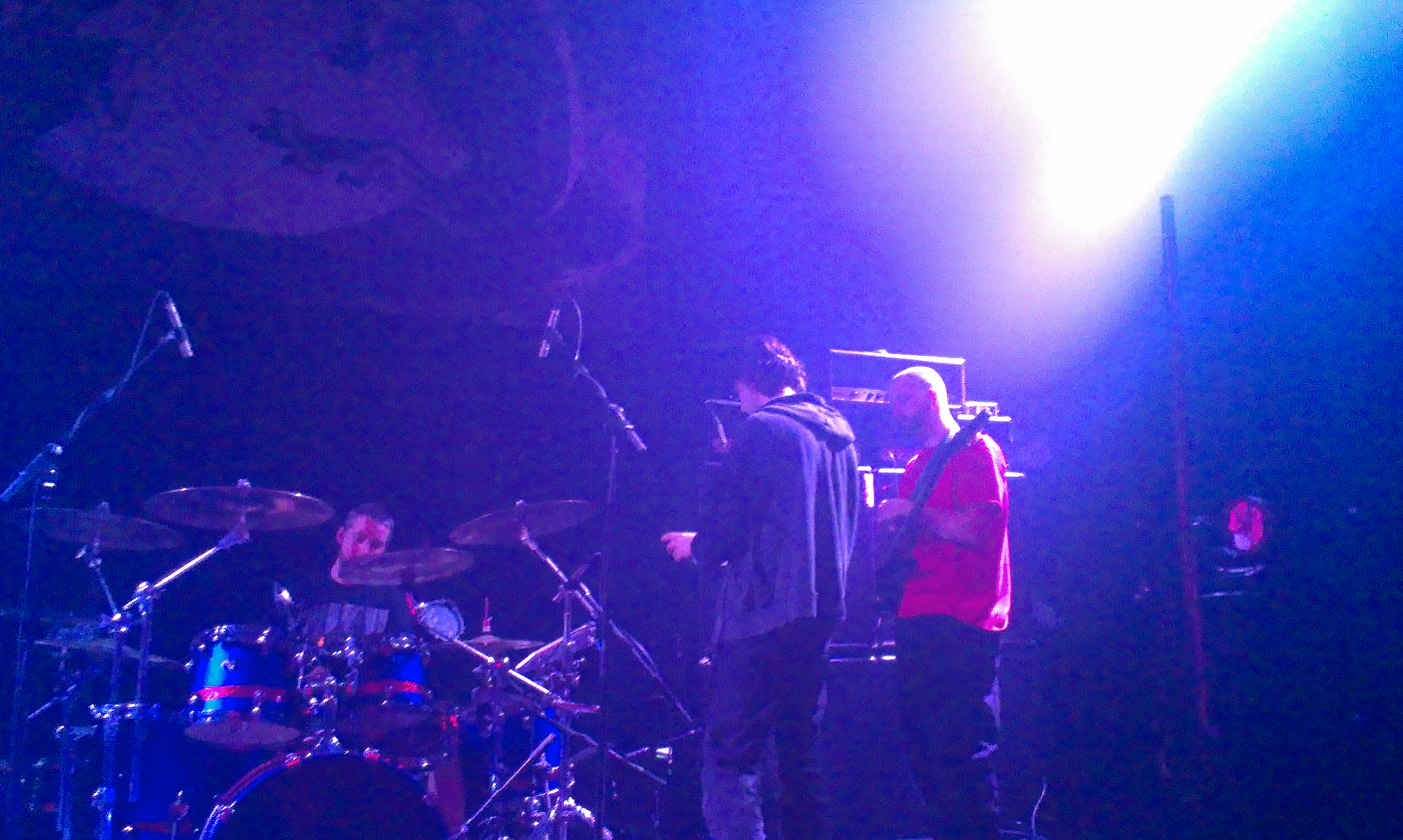
Ion Dissonance (2015)

Ion Dissonance ist eine Extreme-Metal-Band aus Montréal, Québec, Kanada.

## Geschichte
Antoine Lussier und Sebastien Chaput gründeten die Band Ion Dissonance gegen Ende Sommer des Jahres 2001. Die Musik dieser Band sollte komplexer und experimentierfreudiger sein als das was die beiden zuvor gemacht haben. Kurz nach der Gründung trat JF Richard der Band bei, und diese wurde schließlich durch Gabriel McCaughry (Gesang) und Sebastien Painchaud (Bass) komplettiert. In dieser Besetzung wurde die mittlerweile nicht mehr erhältliche Demo-CD .357 eingespielt. Nach den positiven Reaktionen auf diese CD konnte die Band einen Vertrag beim Plattenlabel Willowtip Records (in Europa: Cacophonous Records) erlangen. Dann gab es den ersten Besetzungswechsel: für Sebastien Painchaud am Bass kam Miguel Valade. In dieser Besetzung spielte die Band als Vorgruppe bei Auftritten von The Dillinger Escape Plan, Every Time I Die, Daughters, Misery Index, The End und The Black Dahlia Murder.
Im April 2003 wurde mit den Aufnahmen zur ersten LP Breathing Is Irrelevant begonnen. Im Juni 2003 war diese fertiggestellt und wurde Oktober 2003 veröffentlicht.
Im Jahre 2004 starteten sie eine große Tournee zusammen mit Forever Is Forgotten entlang der US-amerikanischen Westküste. Die Konzerte in Kanada wurden zusammen mit der Gruppe The End gespielt. Nach dem letzten Auftritt auf dem Maryland Deathfest gab es einen weiteren Besetzungswechsel am Bass: für Miguel Valade kam Xavier St-Laurent.
Nach der Veröffentlichung des Albums Solace tourten Ion Dissonance erneut durch Kanada und die USA. Am 20. Juni 2006 verkündete Gabriel McCaughry aufgrund persönlicher und musikalischer Differenzen seinen Austritt aus der Band. Im Oktober 2006 fand die Band mit Kevin McCaughey einen neuen Sänger.
2007 wurde das Album Minus the Herd veröffentlicht, 2010 erschien das Album Cursed.

## Stil
Die Musik von Ion Dissonance wird mit der von Bands wie The Dillinger Escape Plan und Meshuggah verglichen und zeichnet sich dementsprechend durch komplexes, technisches Riffing aus.

## Diskografie
- 2003: Breathing Is Irrelevant
- 2005: Solace
- 2007: Minus the Herd
- 2010: Cursed
- 2016: Cast the First Stone